# Barbâtre
Barbâtre là một xã ở tỉnh Vendée trong vùng Pays de la Loire, Pháp. Xã này có diện tích km², dân số năm 2006 là người. Xã này nằm ở khu vực có độ cao trung bình mét trên mực nước biển.
Danh xưng dân địa phương trong tiếng Pháp là Barbâtrins.

## Biến động dân số
| Năm | 1962  | 1968  | 1975  | 1982  | 1990  | 1999  | 2006  | 2007         |
| --- | ----- | ----- | ----- | ----- | ----- | ----- | ----- | ------------ |
| Dân số | 1 110 | 1 124 | 1 127 | 1 091 | 1 269 | 1 420 | 1 710 | 1 751 (est.) |
| From the year 1962 on: No double counting—residents of multiple communes (e.g. students and military personnel) are counted only once. |       |       |       |       |       |       |       |              |